# فرودگاه کارگیل

نقشه ی باند فرودگاه

فرودگاه کارگیل (به انگلیسی: Kargil Airport) یک فرودگاه نظامی و همگانی است که یک باند فرود آسفالت دارد و طول باند آن 1,830 x 32 m متر است. این فرودگاه در شهر کارگیل کشور هند قرار دارد و در ارتفاع 2,927 m متری از سطح دریا واقع شده است.